# Redfield (Dakota du Sud)
Pour les articles homonymes, voir Redfield.
La ville de Redfield est le siège du comté de Spink, situé dans le Dakota du Sud, aux États-Unis.
Le premier bureau de poste local est ouvert en 1879 sous le nom de Stennett Junction, d'après un employé du North Western Railroad. En 1881, elle est renommée en l'honneur de J. B. Redfield de la Western Town Lot Company.

## Démographie
| 1890 | 1900  | 1910  | 1920  | 1930  | 1940  |
| ---- | ----- | ----- | ----- | ----- | ----- |
| 796  | 1 015 | 2 856 | 2 755 | 2 664 | 2 428 |

| 1950  | 1960  | 1970  | 1980  | 1990  | 2000  |
| ----- | ----- | ----- | ----- | ----- | ----- |
| 2 655 | 2 952 | 2 943 | 3 027 | 2 770 | 2 897 |

| 2010  | - | - | - | - | - |
| ----- | - | - | - | - | - |
| 2 333 | - | - | - | - | - |

Sa population était de 2 333 habitants au recensement de 2010. La municipalité s'étend sur 1,91 milles carrés (4,95 km2).